# Leposternon
Leposternon – rodzaj amfisben z rodziny Amphisbaenidae.

## Zasięg występowania
Rodzaj obejmuje gatunki występujące w Brazylii, Boliwii, Paragwaju, Urugwaju i Argentynie.

## Systematyka

### Etymologia
- Leposternon: gr. λεπος lepos „łuska”, od λεπω lepō „łuszczyć się”[4]; στερνον sternon „klatka piersiowa”[5].
- Cephalopeltis: gr. κεφαλη kephalē głowa[6]; πελτη peltē „mała tarcza bez obramowania” (tj. łuska)[7]. Gatunek typowy: Cephalopeltis cuvieri Müller, 1832 (= Amphisbaena scutigera Hemprich, 1820).

### Podział systematyczny
Do rodzaju należą następujące gatunki:
- Leposternon bagual Ribeiro, Santos Jr & Zaher, 2015
- Leposternon cerradensis Ribeiro, Vaz-Silva & Santos Jr, 2008
- Leposternon infraorbitale (Berthold, 1859)
- Leposternon kisteumacheri Porto, Soares & Caramaschi, 2000
- Leposternon maximus Ribeiro, Nogueira, Cintra, Da Silva & Zaher, 2011
- Leposternon microcephalum Wagler, 1824
- Leposternon mineiro Ribeiro, Silveira & Santos Jr, 2018
- Leposternon octostegum (Duméril, 1851)
- Leposternon polystegum (Duméril, 1851)
- Leposternon scutigerum (Hemprich, 1820)
- Leposternon wuchereri (Peters, 1879)